# Ö3 Austria Top 40

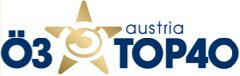
Logo der Radiosendung
Ö3 Austria Top 40

Die Ö3 Austria Top 40 sind eine wöchentliche Erhebung der meistverkauften aktuellen Musiktitel im Auftrag von IFPI Austria. Sie sind die wichtigsten Singlecharts Österreichs. Die dazugehörige gleichnamige Hitparade wird wöchentlich auf Ö3, dem dritten Hörfunkprogramm des Österreichischen Rundfunks, ausgestrahlt. Sendezeit ist Dienstag von 22 bis 24 Uhr. Die Ö3 Austria Top 40 sind keine Airplaycharts wie z. B. das gotv Austrian Ranking (welches das Airplay in seiner Wertung berücksichtigt), sondern Verkaufscharts – gewertet werden alle Verkäufe aus dem österreichischen Tonträgerhandel und die verkauften Download-Dateien der größten Internetportale des Landes sowie Musikstreaming auf verschiedenen Online-Plattformen.

## Radiopräsentation
Von 1980 bis 7. Jänner 1990 war Sonntag abends die gemischte Hörer- und Verkaufsparade Hit wähl mit gesendet worden. Sie hatte zuerst eine Stunde mit 15 Chart-Platzierungen und sechs Neuvorstellungen, die längste Zeit dann zwei Stunden mit 25 Chart-Platzierungen und acht Neuvorstellungen.

### Ö3 Top-30
Am 12. Jänner 1990 wurde auf Ö3 die reine Verkaufshitparade Ö3 Top-30 eingeführt. Sie wurde Samstagabend von 18:00 bis 20:00 Uhr von Udo Huber präsentiert und dauerte zwei Stunden. Die erste Nummer 1 der Verkaufshitparade wurde der Titel All Around the World von Lisa Stansfield. Die Verkaufsdatenerfassung als Basis für die Sendung wurde bis Anfang 1999 durch die Urheberrechtsgesellschaft Austro Mechana durchgeführt, welche für die Lizenzgebühren der mechanischen Vervielfältigung zuständig ist.

### Ö3 Austria Top 40
Am 15. September 1995 wurde die Verkaufshitparade auf 40 Plätze und die Sendezeit auf drei Stunden erweitert. Die Ö3 Austria Top 40 waren entstanden. Die Verkaufsdatenerfassung als Basis für die Sendung wurde zunächst weiterhin durch die Urheberrechtsgesellschaft Austro Mechana durchgeführt. Ab April 1999 wurden die Daten von der Firma Media Control ermittelt, seit 2003 erstellt GfK Entertainment (gegründet als media control GfK International) die Charts.
Time to Say Goodbye (Sarah Brightman & Andrea Bocelli), so hieß am 10. Jänner 1997 die Nummer 3 der Ö3 Austria Top 40. Mit diesem Titel verabschiedete sich „Mr. Hitparade“ Udo Huber als langjähriger Moderator der österreichischen Hitparade. Seine Nachfolgerin wurde Martina Kaiser, die bis 28. Dezember 2001 moderierte. Daraufhin übernahm Matthias Euler-Rolle bis 30. April 2004 und wurde von Gustav Götz abgelöst, der am 14. März 2014 seine letzte Sendung moderierte. Ab dem 21. März 2014 übernahm Elke Rock die Hauptmoderation der Sendung und moderierte diese bis zum 7. Februar 2021. Vertreten wurde sie dabei von Thomas Filzer (bis 6. Juli 2018) sowie Tarek Adamski (ab 18. August 2017).
Bis zum 27. September 2019 wurden die Ö3 Austria Top 40 am Freitag von 19:00 bis 22:00 Uhr, vom 6. Oktober 2019 bis 28. Februar 2021 am Sonntag von 16:00 bis 19:00 Uhr ausgestrahlt. Seit dem 2. März 2021 haben diese erneut einen neuen Sendeplatz am Dienstag von 22:00 bis 24:00 Uhr. Als Moderatoren fungieren seitdem abwechselnd Tarek Adamski (bis 23. August 2022) bzw. Martin Ziniel (seit 27. September 2022) und Jana Petrik.

## Fernsehpräsentation
Im Fernsehen lief zuerst die im Dezember 1982 gestartete Monatshitparade Die großen 10 mit Udo Huber weiter. Sie war nach dem Musikantenstadl auch die zweite österreichische Sendung, die nach dem Fall des Eisernen Vorhangs in jungen Demokratien gastierte, 1990 in Bratislava. Nach Quotenverlusten übernahm 1992 Dominic Heinzl die Moderation, und 1993 wurde die Sendung eingestellt.
Ab 15. Jänner 2000 wurde mit der Fernsehsendung Ö3 Austria Top 40 am frühen Samstagnachmittag die Marke zur „trimedialen“ Sendung (Hörfunk, Fernsehen, Internet) ausgeweitet. In der Show wurden die meisten Videos der höchsten Neueinsteiger, österreichischen Songs und der Top 3 gezeigt. Bis zu den Jahrescharts am 29. Dezember 2001 wurde die Fernsehsendung alternierend von Martina Kaiser und Matthias Euler-Rolle moderiert. Ab Jänner 2002 moderierte Euler-Rolle alleine, bis die Sendung im selben Jahr eingestellt wurde.
2003 wurde arena das erste Mal ausgestrahlt. Dieses Mal moderierten nicht Menschen, sondern Zeichentrickfiguren die Sendung. Die Nummer eins wurde damals durch Verkäufe und TED-Voting bestimmt. Jedoch blieb auch diese Sendung unter ihren Erwartungen, sodass sie abgesetzt wurde.
Die letzte Chartsendung war play music, die knapp 8 Wochen von Boris Uran moderiert wurde. Da alle Hitparadenausstrahlungen floppten, beschloss der ORF, sie einzustellen.
Auf YouTube gibt es manchmal einen Austria Top 40 Video Cast mit Prominenten-Interviews. Das beliebteste Video mit einem Motorroller-Sturz von Daniel Schuhmacher erreichte mehr als 320.000 Aufrufe. Dieses Video wurde sogar bei zahlreichen TV-Sendern ausgestrahlt und bildete die Grundlage für eine Top-Schlagzeile in vielen Zeitungen.

## Erhebung der Charts
Die Erhebung wird von der Firma GfK Entertainment durchgeführt. Sie vermarktet die Veröffentlichungsrechte der von ihr ermittelten Daten. Die Daten werden sowohl in Branchenzeitschriften wie Musikmarkt, als auch in populären Medien wie der Wochenzeitschrift News oder auf den Webseiten von Ö3 veröffentlicht. Die absoluten Verkaufszahlen werden grundsätzlich nicht veröffentlicht.
Für die Charts zählen jene Verkäufe, die der Konsument im Handel tätigt. Dabei werden nur die Verkäufe wesentlicher Musikgeschäfte, die bestimmte Kriterien erfüllen, bei der Charterhebung berücksichtigt. Die Daten werden wöchentlich gesammelt und elektronisch an GfK Entertainment übermittelt. Verkaufte Mengen werden nicht von einer Woche in die nächste Woche übertragen.
Bis Jänner 2001 wurden tatsächlich nur die Top 40 der jeweiligen Tonträgerverkäufe ausgewiesen, seitdem werden in Österreich jeweils 75 Single- und Longplay- sowie 20 Compilation-Positionen ermittelt. Am 16. März 2003 kamen die DVD-Top-Ten hinzu. Seit Anfang März 2005 werden Downloads von Shops wie zum Beispiel iTunes in die Wertung miteinbezogen. Dazu gehören seit März 2007 auch Handy-Musikdownloads, seit November 2007 werden auch Titel gewertet, die ausschließlich als Download verfügbar sind. Das erste Lied, das über diesen Weg zum Nummer-eins-Hit wurde, ist All Summer Long von Kid Rock. Dem zunehmenden Erfolg von Streaming-Diensten wurde 2014 Rechnung getragen. Mit den Charts vom 14. Februar fließen bei den Singlecharts auch diejenigen Lieder mit ein, die über kostenpflichtige Musikabos abgerufen wurden (Mindestlänge 30 Sekunden).
Inzwischen dominieren bei den Singles die Download-Verkäufe, und 2010 lag ihr Anteil bei 73 %, wobei Österreich hier europaweit unter dem Durchschnitt liegt. Bei den Alben waren die CDs weiterhin vorherrschend, wobei auch hier Österreich mit einem digitalen Anteil von 6 % weit hinter anderen Ländern lag.
Nachdem beim Musikstreaming nicht mehr zwischen Albumtracks und Singles unterschieden worden war, kamen in den späten 2010ern immer öfter komplette Alben in die Singlecharts. In der Woche vom 19. Oktober 2018 befanden sich in den Top 15 der Ö3-Singlecharts alleine 13 Songs aus dem Album Palmen aus Plastik 2 von Bonez MC & RAF Camora. Damit sind die beiden Künstler die ersten, denen dies gelang, was eine Regeländerung der österreichischen Charts zur Folge hatte. Daraufhin wurde beschlossen, dass bereits ab der nächsten Chartausgabe nur noch die 3 bestplatzierten Songs pro Album in die Singlecharts eingehen. Österreich folgte damit dem Vorbild der britischen Charts, die diese Regelung bereits im Jahr zuvor umgesetzt hatten.
Seit Juli 2022 werden auch frei zugängliche, werbefinanzierte Streams auf diversen Online-Plattformen einschließlich YouTube in der Wertung der Austria Top 40 berücksichtigt.